# Delo na daljavo
Delo na daljavo (tudi teledelo; angl. telecommuting) je način dela, pri kateri oseba delo v celoti ali delno opravlja na lokaciji, ki je oddaljena od njegove delovne organizacije, pri tem pa uporablja telekomunikacijsko in informacijsko tehnologijo. Sorodni izrazi delu na daljavo so tudi: fleksibilno delo, virtualne pisarne, virtualno delo, alternativna oblika dela in virtualna oblika dela.
Za očeta dela na daljavo štejemo Jacka Nillesa, ki je leta 1973 v času naftne krize iskal rešitev, kako bi ljudje lahko delo opravljali od doma. Kljub temu v literaturi ne najdemo enotne opredelitve dela na daljavo, saj države po svetu zanj uporabljajo različne izraze. Ključen problem, na katerega naletimo, je predvsem nejasno razlikovanje med posamezniki, ki so opredeljeni kot delavci na daljavo in tistimi, ki delo le občasno izvajajo izven klasičnega delovnega okolja.

## Oblike dela na daljavo
Delo na daljavo lahko delimo na.: 

a) delo na daljavo doma 

b) delo na daljavo na lokacijah, ki so običajno bližje kot tradicionalna delovna, okolja: informacijske pisarne, satelitske pisarne, »tele- koče« 

c) delo na daljavo v novih delovnih okoljih, kjer telekomunikacijska opremljenost omogoča delo na daljavo (telecentri, klicni centri) 

d) mobilno ali nomadsko delo na daljavo 

e) mednarodno delo na daljavo 

f) delo na daljavo, ki ne potrebuje uporabe informacijskih tehnologij 

g) kombinacije posameznih oblik dela na daljavo
Na splošno še pri vsaki izmed oblik ločimo stalno in občasno delo na daljavo. Prva oblika je redkejša od druge, saj zahteva, da delavec delo opravlja samo doma, s podjetjem pa si preko telekomunikacij izmenjuje le delovne dokumente. Občasno delo na daljavo pa je bolj pogosto, v tem primeru dela delavec nekaj časa doma, nekaj pa v podjetju. Za takšno delo je primerno precej več nalog, saj lahko v podjetju delavec pridobi vse informacije, delo pa nato opravi doma.

## Značilnosti dela na daljavo
V delo na daljavo je vpeto veliko psiholoških, socialnih, ekonomskih, zdravstvenih, tehnoloških in ekoloških značilnosti.

### Prednosti dela na daljavo z vidika zaposlenih
Posameznik, ki izvaja delo na daljavo ima v nekaterih pogledih očitne prednosti pred delavci, ki so na klasičnem delovnem mestu. Tako imajo v primerjavi z njimi večjo avtonomijo o razporeditvi delovnega časa in posledično višje zadovoljstvo z delom, višjo motivacijo in manjše tveganje za stres. Fleksibilen delovni čas namreč omogoča,  da delavci delajo takrat, ko jim najbolj ustreza in ko so najbolj produktivni, tako pa lahko tudi bolje izkoristijo čas za družino in počitek. Predpostavlja se, da delo doma omogoča mir in tišino, kar posledično pomeni večjo koncentracijo in višjo produktivnost. Delo na daljavo omogoča delavcu, da ohrani zaposlitev tudi če se preseli, nadalje, ker posameznik ne potrebuje prevoza na delo, mu to omogoča prihranek časa in denarja, pomeni lahko tudi zmanjšanje nevarnosti stresa zaradi zgodnjega vstajanja, spremljanja ter oddaje otrok v vrtec ali šolo in zmanjšanje dolgotrajnejšega napora med vožnjo na stalno delovno mesto. Posamezniki imajo bolj sproščen življenjski stil, čas, ki ga privarčujejo pa lahko izkoristijo za druge stvari, ki so jim v veselje. Samozaposleni delavci na daljavo lahko opravljajo večje število pogodbenih del in se hitreje povezujejo v omrežja samozaposlenih, pomembna je tudi možnost dela s krajšim delovnim časom, kar je posebej ugodno za ljudi s posebnimi potrebami. Ljudje, ki opravljajo delo na daljavo imajo v primerjavi z ljudmi, zaposlenimi v klasičnih oblikah dela manj fizičnih obolenj, kot so na primer težave s hrbtenico, naprezanje z očmi, glavoboli, obolenja zapestij ali bolečine v vratu.

### Slabosti dela na daljavo z vidika zaposlenih
A vendar ima delo na daljavo z vidika zaposlenih tudi nekatere omejitve. Delavci na daljavo običajno delajo več, lahko pa tudi izkoriščajo ostale družinske člane za pomoč pri delu. Včasih pa pride ravno do obratnega učinka, saj so posamezniki, ki opravljajo delo na daljavo, po večini vseskozi doma in »na voljo«, zato jih lahko družinski člani izkoriščajo še za druge dejavnosti, kot so gospodinjska dela ali oskrba otrok. Delavci lahko prav tako naletijo na težavo pri zagotavljanju ustrezne ergonomične in zdravju prijazne delovne opreme ter  nabave telekomunikacijskih sredstev, ki so primerni za delo od doma. Osnovno opremo po večini sicer premorejo delavci sami, zaplete pa se pri nabavi programske opreme. Profesionalni programi so namreč zelo dragi, zato je skoraj nujno, da jih posamezniku zagotovi podjetje. Vprašljiva je tudi varnost pri delu, saj je slednja močno povezana z zakonodajo, ki pa še ne pokriva te oblike dela. Delo si lahko postopoma podreja življenje v prostem času vseh ljudi, še posebej tistih s slabšo zmožnostjo organiziranja časa, saj delodajalci pogosto zahtevajo le končen rezultat, pri tem pa jih ne zanima, ali bo imel delavec dovolj časa za potrebno sprostitev in počitek. Pomembna je tudi družbena komponenta dela na daljavo, saj lahko zaradi postopnega zmanjšanja socialnih stikov, ki jih goji posameznik do sodelavcev ali prijateljev, prihaja do socialne izoliranosti in zmanjšanja skupinske solidarnosti, kar lahko posledično vpliva na upad produktivnosti, zavira občutek pripadnosti organizaciji in posledično povzroča večje nezadovoljstvo. Tako je znan primer internetnega podjetja Yahoo, ki je začel ukinjati delo na domu, saj je želel pričeti učinkovit proces prenove podjetja. S tem se povezuje tudi organizacijska izolacija posameznika, saj lahko pride do šibke komunikacije v kolektivu ali pomanjkanja pozitivnih povratnih informacij, ki zaposlenemu dajejo delodajalci ali sodelavci in tako spodbujajo motivacijo za delo. Posameznik se lahko prav tako sooča s težavami pri usklajevanju poklicnega in družinskega življenja, kar lahko vodi do napetih odnosov v družini in tako poslabša njegovo zdravstveno stanje.

### Prednosti dela na daljavo z vidika delodajalcev
Če se osredotočimo še na značilnosti dela na daljavo, ki so pomembne za delodajalce, ki zaposlujejo ljudi, so lahko pozitivne stvari takšne oblike dela to, da se zmanjšajo stroški, ki jih delodajalci porabijo za najem poslovnih kapacitet in drugih prostorov, vzdrževanje režijskih stroškov in nadomestil za prevoz delavcev na delo, plačevanja prehrane in vode. Če delavci opravljajo delo doma se posledično lahko zmanjšajo izostanki iz dela zaradi bolezni, dopustov in drugih oblik odsotnosti. Prav tako se lahko poveča produktivnost in kvaliteta opravljenega dela zaradi hitrejšega elektronskega posredovanja. Pri delodajalcih se odpre možnost razširitve potencialnega kroga zaposlenih, kar omogoči večjo možnost oblikovanja širokega trga delovne sile. Delodajalcu je prav tako omogočeno, da izbere najboljšega kandidata za delo ne glede na lokacijo.

### Slabosti dela na daljavo z vidika delodajalcev
Tudi delodajalci se ne srečujejo le s pozitivnimi učinki, ki jih prinaša delo na daljavo, saj imajo lahko v primerjavi z delodajalci, ki zaposlujejo s klasično obliko dela, večjo možnost, da neprevidno izbirajo potencialne kandidate za delovno mesto. Lahko se tudi zgodi, da postopoma čedalje bolj izgubljajo mehanizme kontrole nad svojimi zaposlenimi. Ljudje, ki so pri njih zaposleni, lahko v večji meri zlorabljajo delovna sredstva, ki so lastništvo delodajalca, za zasebne namene, delodajalci pa tudi težje ločujejo, kolikšni so stroški, ki jih zaposleni porabijo za potrebe dela, saj se slednji pogosto mešajo s stroški v domačem okolju. Delodajalci se na primer zaradi hekerskih vdorov lahko tudi srečujejo z vprašljivo varnostjo podatkov pri delu, prav tako so v večji meri obremenjeni z vprašljivo lojalnostjo delavcev, ki so pri njih zaposleni. Lahko pa imajo tudi večje dodatne stroške zaradi različnih projektnih skupin, ki jih organizirajo in najema zunanjih sodelavcev.

### Družbeni pomen dela na daljavo
Delo na daljavo pa s svojimi značilnostmi ne vpliva le na nivo zaposlenega in delodajalca, ampak ima svoje razsežnosti tudi v širšem družbenem kontekstu. Tako lahko vpliva na ekonomsko rast in rast števila proizvodnih in storitvenih enot. Nadalje, več delavcem kot nudimo nova delovna mesta, manjše je število brezposelnih na določenem prostoru, posledično pa to vpliva na večanje bruto domačega prihodka in na večjo zaposljivost v državi. Pomembno je, da se zavedamo tudi potencialnega ekološkega učinka, ki ga s sabo prinaša delo na daljavo. Zaradi izognitve dnevnim migracijam, so ljudje manj podvrženi stresu zaradi gneče in drugih dogodkov na cestah, kar lahko vpliva na zmanjšanje števila prometnih nesreč. Prav tako delo na daljavo vpliva na manjšo onesnaženost okolja zaradi neuporabe avtomobilov in na posledično zmanjšanje izpustov toplogrednih plinov v ozračje. Z delom na daljavo se odpirajo tudi možnosti za nove poslovne dejavnosti, kot je na primer oddajanje urejenih poslovnih prostorov podjetjem za določen čas ali za poslovne aktivnosti v obliki srečanj ali sestankov.

## Izbira delavcev, primernih za delo na daljavo
Iskanje in ustrezna obravnava delavca je nenehen proces, ki zahteva ustrezno organizirano kadrovsko dejavnost. Pri delavcu, ki bi naj opravljal delo na daljavo nas najprej zanima, ali ima interes za opravljanje te dejavnosti in, ali ga takšna oblika dela sploh zanima. Prav tako je pomembna posameznikova motivacija za delo, še posebej zaradi možnosti prilagajanja delovnega prostora in časa. Posamezniki morajo biti usposobljeni za delo na daljavo, saj sta produktivnost in učinkovitost posameznika odvisni od njegovega znanja, kompetenc in izkušenj. Vpliv osebnostnih lastnosti je predvsem odvisen od vrste dela, ki ga opravlja delavec na daljavo. Mednje spadajo na primer odprtost za izkušnje, delovne navade, intelektualne lastnosti, razvita sposobnost usklajevanja dela in prostega časa, znanja o uporabi tehnične opreme in sposobnost samonadzorovanja in samoupravljanja.

## Delo na daljavo v Sloveniji
Na področju dela na daljavo je v Sloveniji narejeno zelo malo raziskav, vsi rezultati pa so si med sabo podobni. Ugotovitve kažejo, da tehnologija in (ne) poznavanje dela z računalnikom nista oviri pri uvajanju dela na daljavo v slovenskih organizacijah. Zaradi razširjenosti telekomunikacijske tehnologije v gospodinjstvih, investicije podjetij v opremo za delo na daljavo niso problematične, saj večina potencialnih delavcev v povprečju premore vsaj en računalnik in dostop do interneta. Med anketiranci (menedžerji in zaposlenimi) je prevladovalo mnenje, da bi uvedba dela na daljavo znižala stroške zaposlenih in podjetij. V raziskavi je kar 96 % vprašanih menedžerjev in 82 % zaposlenih odgovorilo, da jih zanima delo na daljavo.
Vzroke, zakaj je delo na daljavo v Sloveniji kljub velikemu zanimanju še vedno na nizki stopnji, lahko iščemo na organizacijskem področju, saj se menedžerji veliko ukvarjajo z vprašanjem, kako učinkovito voditi in nadzirati delavce na daljavo. Problem je tudi delovna zakonodaja, ki še vedno ne opredeljuje odnosov med delavci in delodajalci na zadovoljivi ravni. Tako morajo podjetniki vložiti veliko sredstev v ureditev prostorov, da slednji ustrezajo zakonskim predpisom. Poleg neprijazne zakonodaje pa kot oviro avtor navaja tudi nerazvito podporno okolje, ki nima posluha za morebitne davčne olajšave.

## Multidimenzionalni model za ocenjevanje psiholoških vplivov dela na daljavo - CORDiT

### Temeljni značilnosti modela CORDiT
Multidimenzionalni model za ocenjevanje psiholoških vplivov dela na daljavo (ang. A Multi- Dimensional Model for Evaluating the Psychological Impact of Teleworking; kratko: CORDiT) se osredotoča na dva glavna značilna vidika dela na daljavo - delež časa, porabljenega onkraj tradicionalnega delovnega okolja in uporabo informacijsko komunikacijskih tehnologij, s poudarkom na psihološkem pomenu obeh determinant. S pomočjo teh dveh komponent lahko preučujemo različne oblike delavcev na daljavo, od delavcev na domu, mobilnih delavcev pa do nerednih profesionalnih delavcev na domu. S pomočjo modela lahko lažje razumemo povezavo med zaposlenimi in različnimi psihološkimi dejavniki, ki vplivajo na njih, kot so na primer stres, zadovoljstvo z življenjem, izboljšanje kvalitete dela in prosti čas.

### Organizacijska in individualna raven modela
Sam model pa se ne osredotoča le na individualno raven, temveč tudi na organizacijsko, ki se sooča z bolj globalnimi problemi, kot sta delovna produktivnost in režijski stroški. Obe ravni, tako individualna, kot organizacijska sta medsebojno povezani. Primer njunega medsebojnega vpliva je na primer to, da duševno in fizično zdravje zaposlenih v organizaciji vpliva na njeno delovno produktivnost.

### Dimenzija dela in Dimenzija življenja
Dejavnike, ki lahko vplivajo na njuno povezavo lahko delimo v dve kategoriji, in sicer na tiste, ki se sklicujejo na delo v službi (Dimenzija dela) in na življenje doma (Dimenzija življenja). Dimenzija dela je lahko sestavljena iz specifične oblike dela, delovne organizacije ali pa fizičnega in socialnega okolja (npr. fizična izolacija), Dimenzije življenja pa vključujejo dejavnike, kot so podpora družinskih članov in obveznosti izven delovnega okolja. Obe dimenziji pa se lahko tudi medsebojno povezujeta.

### Pomen modela CORDiT
Model je pomemben zaradi metodološke usmerjenosti, saj raziskovalcem služi kot orodje, s pomočjo katerega lahko primerjajo obe temeljni dimenziji, tako med delavci, ki opravljajo delo na daljavo, kot tudi tistimi, ki ga ne, namenjen pa je tudi preučevanju vpetosti različnih dejavnikov (tako individualnih, kot organizacijskih) med obe temeljni dimenziji. Za nekatere oblike poklicev tako lahko pričakujemo, da bodo povezane z določenimi dimenzijami (na primer- novinarstvo, kjer je pomembno, da se zaposleni držijo rokov za oddajo prispevkov, je verjetno povezano s pomanjkanjem kontrole nad hitrostjo dela). Raziskovalci lahko s tem modelom raziskujejo povezavo med dejavniki in dimenzijami v vzorcu delavcev, ki opravljajo delo v isti organizaciji, kar jim bo omogočilo morebitno ugotavljanje značilnosti delavcev na daljavo v različnih organizacijah.